# Sugar Creek
Sugar Creek is een plaats (city) in de Amerikaanse staat Missouri, en valt bestuurlijk gezien onder Clay County en Jackson County.

## Demografie
Bij de volkstelling in 2000 werd het aantal inwoners vastgesteld op 3839.
In 2006 is het aantal inwoners door het United States Census Bureau geschat op 3544, een daling van 295 (-7,7%).

## Geografie
Volgens het United States Census Bureau beslaat de plaats een oppervlakte van
23,2 km², waarvan 21,4 km² land en 1,8 km² water.

## Plaatsen in de nabije omgeving
De onderstaande figuur toont nabijgelegen plaatsen in een straal van 12 km rond Sugar Creek.